# Hyphodiscus pinastri
Hyphodiscus pinastri är en svampart som beskrevs av R. Galán & Raitv. 2004. Hyphodiscus pinastri ingår i släktet Hyphodiscus, ordningen disksvampar, klassen Leotiomycetes, divisionen sporsäcksvampar och riket svampar.   Inga underarter finns listade i Catalogue of Life.